# 名谷パーキングエリア
名谷パーキングエリア（みょうだにパーキングエリア）は、兵庫県神戸市垂水区名谷町にある第二神明道路（上り線のみ）のパーキングエリアである。
2022年（令和4年）11月22日、「焼きそば処・名谷」としてリニューアルオープンした。
名谷インターチェンジ・名谷ジャンクションが併設されているが、PAからICに出ることもICからPAに入ることもできない。また、阪神高速5号湾岸線からPAには入れない。
下り線は1.5km程東に垂水パーキングエリアがあり、機能を補完しあっている。

## 道路
- E93 第二神明道路

## 施設

### 上り方面（神戸・大阪方面）
- 駐車場
  - 大型：20台
  - 小型：40台
  - 二輪：4台
  - トレーラー：2台
  - 身障者用小型：1台
- トイレ
  - 男性 大3（和式1・洋式2）・小10
  - 女性 10（和式1・洋式9）
    - 同伴の男児用 1

  - 車椅子用 1
- スナックコーナー・フードコート（10:00 - 19:00）
- ショッピングコーナー（7:00 - 20:00）
- 自動販売機
- 携帯電話充電器（7:00 - 20:00）

## 隣
E93 第二神明道路
(1) 須磨IC - 垂水PA（下り線のみ）- (2) 名谷IC/名谷JCT /名谷PA（上り線のみ） - (3) 高丸IC